# Кошелевское (озеро)
Кошелевское — озеро в Невельском районе Псковской области.
Озеро расположено в правобережье реки Шестиха, соединяется протокой с озером Некунец.

## Описание
Площадь — 0,76 км². Максимальная глубина — 8 м, средняя глубина — 4 м. Площадь водосбора 1,3 км².
Дно илисто-песчаное. Зарастает слабо. Озеро сточное.
Тип озера плотвично-окунёвый с лещом. В озере обитают рыбы: лещ, плотва, окунь, щука, густера, краснопёрка, карась, линь, вьюн.
На берегу озера расположены деревни Кошелево, Герасимово, Гришково.

## Водный реестр
По данным государственного водного реестра России относится к Балтийскому бассейновому округу, водохозяйственный участок реки — Ловать и Пола, речной подбассейн реки — Волхов. Относится к речному бассейну реки Нева (включая бассейны рек Онежского и Ладожского озера).
Код объекта в государственном водном реестре — 01040200311102000023187.